# Daniel Eulenbeck
Daniel Eulenbeck (* 1539 in Barby; † 15. Dezember 1595 in Jena) war ein deutscher Rechtswissenschaftler.

## Leben
Eulenbeck war Sohn des Kanzlers der Grafen von Barby Peter Eulenbeck. Am 24. August 1548 besuchte er die kurfürstliche Landesschule Pforta. In Begleitung einiger Adliger von Barby immatrikulierte er sich am 10. Dezember 1554 an der Universität Wittenberg. Hier absolvierte er zunächst ein philosophisches Grundstudium und wendete sich dann zu den Rechtswissenschaften. Seine Ausbildung setzte er am 4. Oktober 1560 an der Universität Ingolstadt fort. Weitere Studien absolvierte er in Italien, wo er am 22. August 1565 an der Universität Siena den Doktorgrad der Rechte erwarb. 1573 wurde er Professor der Instituten an der Universität Jena und wurde Assessor des fürstlich sächsischen Hofgerichts und des Schöppenstuhls in Jena. Später wurde er kurfürstlich sächsischer Rat und Professor der Digesten. Er beteiligte sich auch an den organisatorischen Aufgaben der Jenaer Hochschule. So war er im Sommersemester 1575 und 1587 Dekan der juristischen Fakultät. Im Wintersemester 1579 und im Sommersemester 1588 war er Rektor der Alma Mater. Nach dem Tod seiner Frau errichteten seine Kinder in der Jenaer Stadtkirche St. Michaelis ein aufwendiges Epitaph, welches die Darstellung des Jüngsten Gerichts zeigt.
Eulenbeck hatte sich 1573 mit Sophia Faber (* 1553 in Nossen; † 10. Januar 1603 in Jena) verheiratet. Aus der Ehe stammen Kinder. Von diesen kennt man:
- Juliana Eulenbeck verheiratete sich in I. Ehe im Juli 1599 mit Dr. jur. Karl Starck und ging nach dessen Tod am 11. März 1622 mit Moritz Ritter (* 11. Januar 1584 in Franckenhausen; † 26. November 1630 ebd.) eine Ehe ein.
- Euphrosyne Eulenbeck heiratet am 31. Mai 1602 David von Döring (* 14. August 1577 in Zeitz; † 14. September 1638 Bohlen bei Grimma)
- Esther Eulenbeck (* 19. Juni 1588 in Jena; † 19. Juni 1637 in Weimar) heiratet 1603 den Prof. Dr. Samuel Göchhausen (* 1577 in Stade; † 4. Februar 1658 in Buttelstedt) in Weimar
- Aurelius Daniel Eulenbeck
- Wolfgang Daniel Eulenbeck
- Desiderius Eulenbeck